# FESTin 2022
Das FESTin 2022 war die 13. Ausgabe des FESTin-Filmfestivals (offiziell: FESTin – Festival de Cinema Itinerante da Língua Portuguesa, zu deutsch: Wanderndes Filmfestival der portugiesischen Sprache), ein jährliches Filmfestival für Filme des portugiesischen Sprachraums.
Es lief vom 9. bis zum 14. Dezember 2022 in Lissabon, im Kino Cinema São Jorge als Hauptspielort und weitere Vorführungen im Museu das Comunicações, im Auditório Liceu Camões und im Espaço Talante in der Ler Devagar-Buchhandlung (in der LX Factory). Fast 40 Filme aus Angola, Brasilien, Portugal und São Tomé und Príncipe wurden gezeigt, dazu gab es die traditionellen Filmreihen zum brasilianischen Kino (Mostra Cinema Brasileiro) und zum Kinder- und Jugendfilm (FESTinha). Am 10. Dezember 2022 fand im Cinema São Jorge die Eröffnungsveranstaltung statt, präsentiert von Schauspielerin Alexandra Lencastre und Moderatorin Sandra Pimenta und mit Ehrungen zum 100. Geburtstag des 2010 verstorbenen Literaturnobelpreisträgers José Saramago und zum 200. Jahrestag der Unabhängigkeitserklärung Brasiliens.
Das Conexões FESTin, das Treffen von Filmschaffenden und Filminstitutionen aus portugiesischsprachigen Ländern, fand ebenfalls wieder im Rahmen des Festivals statt. Themen der Gesprächsrunden waren der 200. Jahrestag der brasilianischen Unabhängigkeitserklärung, die weibliche Sicht auf das brasilianische Gefängniswesen anhand des brasilianischen Dokumentarfilms Olha pra Elas, die Veröffentlichung des Buches A História da Eternidade des anwesenden brasilianischen Regisseurs Camilo Cavalcante (das Drehbuch zu seinem Film von 2014), und eine Ehrung José Saramagos.
Der wandernde Teil des FESTin 2022 fand vom 1. bis zum 5. Mai 2022 in der angolanischen Hauptstadt Luanda statt. Vier Langfilme und zehn Kurzfilme aus Angola, Brasilien, Kap Verde, Mosambik und Portugal wurden aufgeführt, dazu gab es einen Workshop zur Produktion eines Filmfestivals. Spielorte waren das Anfiteatro Wiza in der Kulturstiftung Fundação Arte e Cultura und die Casa de Cultura e Artes Ubuntu. Das FESTin 2022 in Luanda war in das Kulturprogramm Luandas als Kulturhauptstadt der Gemeinschaft der Portugiesischsprachigen Länder (CPLP) 2022 integriert.
Ein weiterer Ableger fand vom 12. bis 14. Dezember 2022 im nordportugiesischen Porto statt, zum zweiten Mal nach 2020. Im Filmzyklus Ciclo Amazónia wurden dabei drei Dokumentarfilme über Zustand und Erhalt des Amazonas-Regenwalds gezeigt, im öffentlichen Kulturraum Casa Comum der Universität Porto.

## Preisträger
- Langfilm (Jury: Cléo Malulo (Angola), Paula Guedes (Portugal) und Thais Campos (Brasilien)):
  - Bester Spielfilm (Prémio Pessoa): Vermelho Monet (Brasilien, Regie: Halder Gomes)
    - Nennung ehrenhalber: O Segundo Homem (Brasilien, Regie: Thiago Luciano)

  - Beste Regie (Prémio Pessoa): Halder Gomes (für Vermelho Monet, Brasilien)
  - Beste Schauspielerin (Prémio Pessoa): Adriana Sottomaior (für Ursa, Brasilien)
  - Bester Schauspieler (Prémio Pessoa): Chico Diaz (für Vermelho Monet, Brasilien)

- Dokumentarfilm (Jury: Alice Medina (Brasilien), Mário Máximo (Portugal) und João Micael (Portugal)):
  - Bester Dokumentarfilm (Prémio Pessoa): O Voo da Borboleta Amarela – Rubem Braga, o Cronista do Brasil (Brasilien, Regie: Jorge Oliveira)
    - Nennung ehrenhalber: Belchior – Apenas um Coração Selvagem (Brasilien, Regie: Natália Dias und Camilo Cavalcanti)

- Kurzfilm (Jury: Miguel Pessoa (Portugal), Regina Nadaes Marques (Brasilien/Italien) und Silvia Milonga (Angola)):
  - Bester Kurzfilm (Prémio Pessoa): Nada nas Mãos (Portugal, Regie: Paolo Marinou-Blanco)
    - Nennung ehrenhalber: Um Sopro no Quintal (Angola, Regie: Gretel Marin)
    - Nennung ehrenhalber: Sobre Elas (Brasilien, Regie: Bruna Arcangelo)[7][8]